# Szenische Interpretation
Szenische Interpretation von Musik, Theater und Geschichten im Allgemeinen ist ein didaktisches Konzept der Theaterpädagogik. Es findet sowohl im schulischen Unterricht der musisch-künstlerischen Fächer, den geisteswissenschaftlichen Fächern, wie Deutsch, Religion, Literatur etc. als auch an  Opernhäusern, in der Sozialpädagogik, wie auch der Psychotherapie Verwendung. Im Folgenden geht es um die Szenische Interpretation von Musik. Das Konzept im Bereich der Musik wurde 1982 bis 1990 an der Universität Oldenburg von Ingo Scheller,  Rainer O. Brinkmann, Ralf Nebhuth, Markus Kosuch und Wolfgang Martin Stroh entwickelt.

## Inhalte, Anwendungsbereiche und Methoden
Alle Arten von Musik lassen sich szenisch interpretieren. Die häufigste Anwendung des Konzepts bezieht sich auf Opern, Musicals und andere musikdramatische Formen – in der Musiktheaterpädagogik und im alltäglichen Musikunterricht. Daneben lassen sich Lieder, Programmmusik und andere Arten absoluter Musik szenisch interpretieren. Weitere Anwendungsbereiche sind die interkulturelle Musikerziehung, die Produktionsdidaktik und sozialpädagogische Tätigkeitsfelder.
Die Szenische Interpretation bedient sich der Methoden des szenischen Spiels, die in den 1980er Jahren von Ingo Scheller entwickelt worden sind (Scheller 1998). Das Institut für Szenische Interpretation von Musik und Theater hat 2022 in dritter Auflage einen Methodenkatalog (Brinkmann u. a. 2022) veröffentlicht, in dem 100 Methoden beschrieben sind. Die Methoden gliedern sich nach dem typischen Ablauf einer szenischen Interpretation in Vorbereitung – Einfühlung (Rollenübernahme etc.) – Szenisch-musikalische Arbeit (Arbeit an Haltungen – Arbeit mit Bildern – Szenisches Spiel) – Ausfühlung – Reflexion.

## Begründung und Geschichte

### Bezugstheorien, Vorläufer
Das Konzept der Szenischen Interpretation hat folgenden theoretischen Unterbau:
- die von Ingo Scheller auf der Basis der Ideen Hartmut von Hentigs („Schule als Erfahrungsraum“, Hentig 1973) ausformulierte Theorie des Erfahrungslernens (Scheller 1981),
- die von Wolfgang Martin Stroh psychologisch fundierte Theorie ästhetischer Aneignung und musikalischer Tätigkeit (Stroh 1984),
- die Theatertheorien von Stanislawski, Brecht und Boal (siehe Brecht 1970, Stanislawski 1986, Boal 1989),
- die von Markus Kosuch (Kosuch 2005) weiter geführte Theorie der konstruktivistischen Pädagogik nach Kersten Reich (Reich 1997).

### Grundprinzipien
Eine Szenische Interpretation ergibt sich nicht automatisch durch die Hintereinanderreihung von Methoden des szenischen Spiels. Der Szenischen Interpretation kommt es vielmehr auf Erfahrungslernen, die Aneignung von Wirklichkeit und eine spezifische Art von Alltagscharakter an:
- Erfahrungslernen: Schüler machen Erfahrungen, wenn sie Erlebnisse unter pädagogischer Anleitung verarbeiten und kommunizieren. Bei der szenischen Interpretation werden Spielerlebnisse szenisch und reflektierend zu Lernerfahrungen verarbeitet.
- Aneignung von Wirklichkeit durch Musik: bei der Szenischen Interpretation eignen sich Schüler/ die durch Musik widergespiegelte Wirklichkeit an, indem sie der Musik eigenständig Bedeutungen zuordnen („gemäßigter Konstruktivismus“, vgl. Reich 1997). Nicht die „Erschließung“ einer fremden Kultur, sondern die reflektierte Auseinandersetzung mit der eigenen Kultur ist das Ziel einer szenischen Interpretation.
- Alltagscharakter, Basisarbeit: Nachhaltiges Lernen erfolgt nicht in spektakulären Einzelaktionen, sondern durch kontinuierliche „Basisarbeit“ im Schulalltag. Die szenische Interpretation ist ein Konzept für den „Musikunterricht für alle“ und nicht ein Tutorium zur Erzielung öffentlichkeitswirksamer Events (wie zum Beispiel „Rhythm is it“).

### Zur Geschichte
Ingo Scheller entwickelt 1981 das Konzept „Lernen durch Erfahrung“ und damit die theoretischen Grundlagen seiner spezifischen Methoden des „szenischen Spiels“ (Scheller 1981), Wolfgang Martin Stroh publiziert 1982 zum „szenischen Spiel (nach Scheller) im Musikunterricht“ (neu aufgelegt in Stroh 2012). 1986 evaluiert Christiane Gräber das erste Projekt einer Szenischen Interpretation von Opern („Dreigroschenoper“). Die erste Szenische Interpretation einer Oper („Carmen“) durch Ralf Nebhuth und Rainer O. Brinkmann erscheint 1988, 1990 beginnt die Schriftenreihe Szenische Interpretation von Opern im Lugert-Verlag  mit „Carmen“. In der Musiktheaterpädagogik wird die Szenische Interpretation 1995 umgesetzt durch „Erlebnisraum Oper“ und 1997 durch die „Junge Oper“ in Stuttgart (Markus Kosuch), 1997 wird „reseo“ in Stuttgart durch Markus Kosuch mitbegründet, seit 2001 führt Rainer O. Brinkmann „op|erleben“ an der Berliner Staatsoper Unter den Linden durch, 2004 folgt „Komische Oper 'Jung für alle'“ Berlin durch Anne-Kathrin Ostrop und 2010 die „Junge Staatsoper“ Berlin durch Rainer O. Brinkmann.

## Weiterführende Information
2001 haben Rainer O. Brinkmann (Staatsoper Berlin), Markus Kosuch (Staatsoper Stuttgart), Anne-Kathrin Ostrop (Komische Oper Berlin) und Wolfgang Martin Stroh (Universität Oldenburg) das Institut für Szenische Interpretation von Musik und Theater gegründet, um das Konzept nicht nur im Musikunterricht an allgemeinbildenden Schulen, sondern auch in der Musiktheaterpädagogik zu verankern. Das Institut stellt auf seiner Internetplattform Materialien kostenlos online zur Verfügung, vermittelt Lehrerfortbildungen, führt zusammen mit dem Mozarteum Salzburg ein Aufbau- und Komntaktstudium "Musiktheatervermittlung" durch, betreibt die Institutionalisierung des Berufsbildes „Musiktheatervermittlung“ und vernetzt vielfältige Institutionen und Einzelpersonen, die mit Szenischer Interpretation arbeiten oder deren Ziele sich mit denjenigen des Institut decken. 
Aus einem Konzept für den Musikunterricht an allgemeinbildenden Schulen hat sich dadurch ein Konzept der Musiktheaterpädagogik entwickelt, das auch in der Sozialarbeit Anwendung findet. Die Methoden der Szenische Interpretation haben dadurch in die „Produktionsdidaktik“ Eingang gefunden und zu einer Reihe spezifischer Konzepte von Kinder- und Jugendmusiktheaterproduktionen geführt (zusammenfassend  Kosuch 2013 und Stroh 2006). 

## Forschung
Wie kaum ein vergleichbares musikpädagogisches Konzept ist die Wirksamkeit und Anwendbarkeit der Szenischen Interpretation durch Evaluation, Videografie, Befragungen und andere Methoden der Empirischen Musikpädagogik erforscht worden. Die zentralen Forschungsfragen waren: (1) das Verhältnis von Text und Musik beim konstruktivistischen Verstehen von Kunst, (2) die Besonderheiten des „Lernens mit dem Körper“, (3) die „Rollenschutzthese“, der zufolge Kinder und Jugendliche im Schutz einer fremden Rolle sich Selbst produzieren, (4) die „Gendersensibilität“ (Genderforschung) des Konzepts, (5) die Nachhaltigkeit szenischen Lernens gegenüber anderen musikpädagogischen Lernformen. 2016 fand an der Universität Oldenburg eine Expertentagung zu Forschungsfragen statt, auf der 42 Publikationen mit Forschungsergebnisse zur Szenischen Interpretation (zusammengestellt in Stroh 2017) diskutiert und weitere Forschung initiiert wurde.